# Флам руж

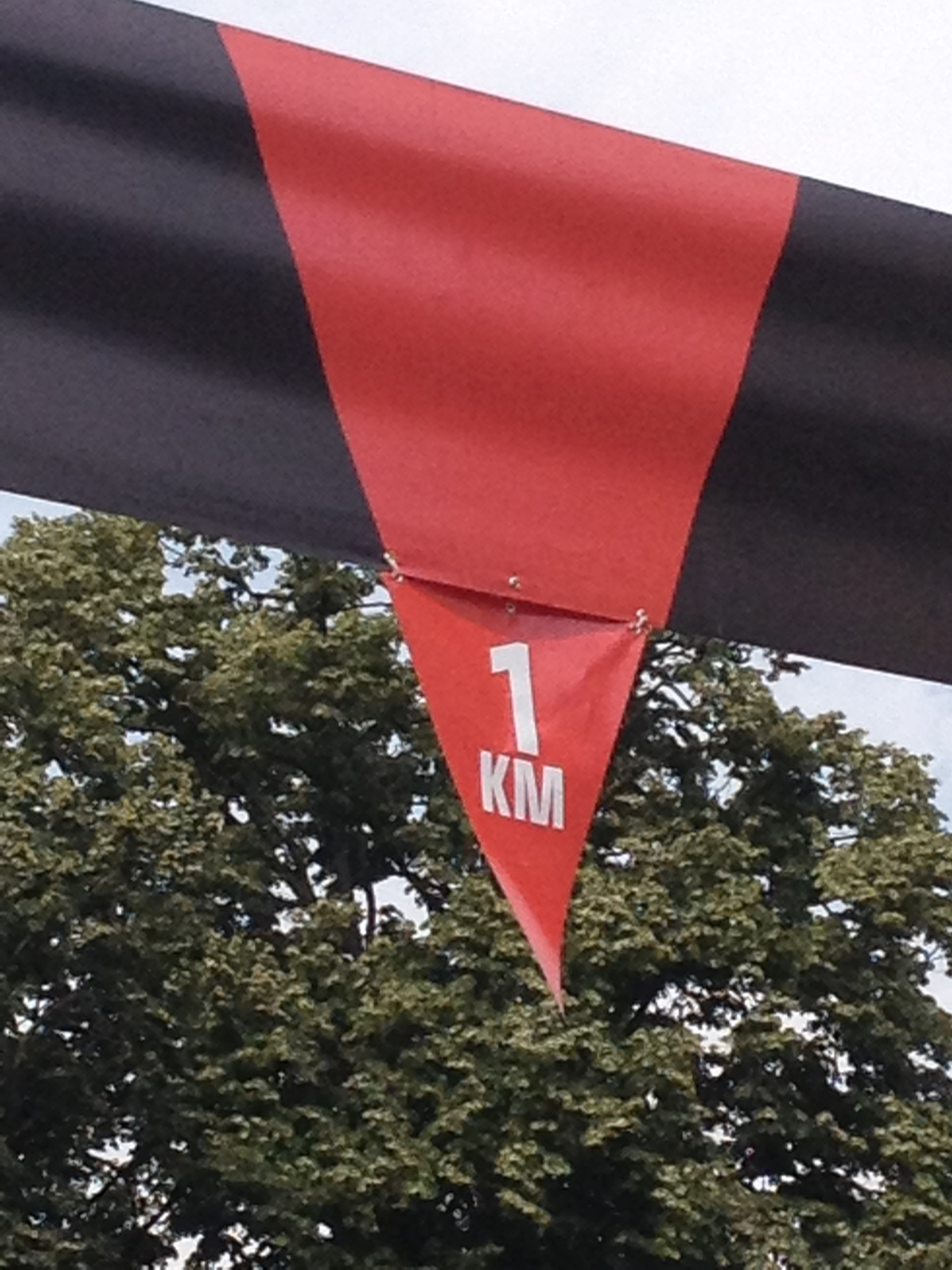
Flamme rouge
(за 1 км до финиша)

Флам руж (фр. Flamme rouge, дословно Красное пламя) — это красный флаг в форме треугольного вымпела, висящий над дорогой и указывающий, что от данной точки гонщики начинают последний километр велогонки.
Впервые Flamme rouge появился на Тур де Франс 1906 года, чтобы заметно обозначить начало последнего километра этапа.
Обычно Flamme rouge располагается на надувной или жёстких арке различных видов с изображением главного спонсора.nolines
Примеры арок с указателем последнего километра